# 橄榄绿森莺
，是雀形目绿森莺科的唯一一种鸟类。
橄榄绿森莺体重约11克，翼长约71毫米，嘴峰长约14.3毫米，喙宽度约3.1毫米，喙厚度约2.9毫米，跗蹠长约18.6毫米，尾长约52.8毫米。橄榄绿森莺是部分迁徙的鸟类，其栖息在密集的高大树木组成的森林中，食性为肉食性，主要食物来源是陆生无脊椎动物。

## 亚种
- ：分布于美国西南部山区至墨西哥北部（奇瓦瓦州北部和科阿韦拉州北部）。
- ：分布于墨西哥西北部山区（奇瓦瓦州南部至哈利斯科州西南部和科利马州）。
- ：分布于墨西哥中部山区（哈利斯科州至普埃布拉州北部和韦拉克鲁斯州中西部）。
- ：分布于墨西哥南部山区（格雷罗、瓦哈卡、恰帕斯）至危地马拉西部地区。
- ：分布于萨尔瓦多、洪都拉斯和尼加拉瓜北部的山区。[4]